# Ernst Diehl (Historiker)
Ernst Diehl (* 8. Januar 1928 in Fürstenwalde/Spree; † 12. April 2004 in Berlin) war ein deutscher Historiker. In der DDR bekleidete er einflussreiche Positionen im ZK-Apparat der SED und war an fast allen DDR-Gesamtdarstellungen zur deutschen Geschichte maßgeblich beteiligt. In diesen Funktionen trug er wesentlich zur Durchsetzung der marxistisch-leninistischen Doktrin in der Geschichtswissenschaft der DDR bei.

## Leben
Der Sohn eines Gymnasiallehrers wuchs ab 1930 in Potsdam auf, wo sein Vater die Leitung des staatlichen Viktoria-Gymnasiums übernommen hatte. Während des Nationalsozialismus gehörte Diehl ab 1938 der Hitlerjugend an und nahm 1944/45 als Angehöriger des Volkssturms noch am Zweiten Weltkrieg teil.
Nach dem 1946 abgelegten Abitur nahm Diehl ein Studium der Altphilologie an der Humboldt-Universität Berlin auf. Im Mai 1946 trat er der SED bei. Von Juli bis September 1946 gehörte er außerdem als Pressereferent dem FDJ-Landesvorstand Brandenburg an. 1947 wechselte er zum Studienfach Geschichte und schloss sein Studium 1951 mit einer Diplomarbeit über „Marx und Engels und die italienische Frage“ bei Alfred Meusel und dem Staatsexamen ab. Gleichzeitig bildete sich Diehl politisch weiter. Er absolvierte 1947 einen Lehrgang an der SED-Landesparteischule Brandenburg „Ernst Thälmann“ in Schmerwitz und 1949 einen Lehrgang an der Parteihochschule Karl Marx. Von 1948 bis 1951 war er Mitglied der SED-Universitätsparteileitung an der Humboldt-Universität.
Ab 1952 war Diehl zunächst als Politischer Mitarbeiter in der „Abteilung Propaganda und Wissenschaft“ im Zentralkomitee der SED tätig, ab 1955 als stellvertretender Leiter. 1957 wurde er stellvertretender Lehrstuhlleiter am Institut für Gesellschaftswissenschaften beim ZK der SED; 1962 übernahm er dort die Leitung des Lehrstuhls für die Geschichte der deutschen Arbeiterbewegung. 1963 wurde Diehl Mitglied des ZK der SED, dem er bis 1989 angehörte. Im Juli 1964 übernahm er die Leitung der Abteilung Geschichte der deutschen Arbeiterbewegung beim Institut für Marxismus-Leninismus beim ZK der SED und wurde zugleich dessen stellvertretender Direktor. Beide Positionen hatte er bis Dezember 1989 inne.
Im April 1967 promovierte Diehl bei Lothar Berthold und Walter Nimtz „Zur Politik der Kommunistischen Partei Deutschlands im Jahre 1923“. Im September 1967 erhielt er eine Professur mit Lehrauftrag für die Geschichte der deutschen Arbeiterbewegung am Institut für Marxismus-Leninismus. 1969 wurde er Vorsitzender des neu eingerichteten Rates für Geschichtswissenschaft der DDR, der als „zentrale Leitinstitution“ die Geschichtswissenschaft der DDR koordinieren sollte. Ab 1971 korrespondierendes, wurde er 1973 ordentliches Mitglied der Akademie der Wissenschaften der DDR. Er gehörte dem Präsidium der Historiker-Gesellschaft der DDR, deren Gründung er als Mitglied eines Initiativkomitees (1953) mitbetrieben hatte, und ab 1977 dem Präsidium des Nationalkomitees der Historiker der DDR an. 1990 trat Diehl in den Vorruhestand. Ab 1993 war er Mitglied der Leibniz-Sozietät in Berlin.

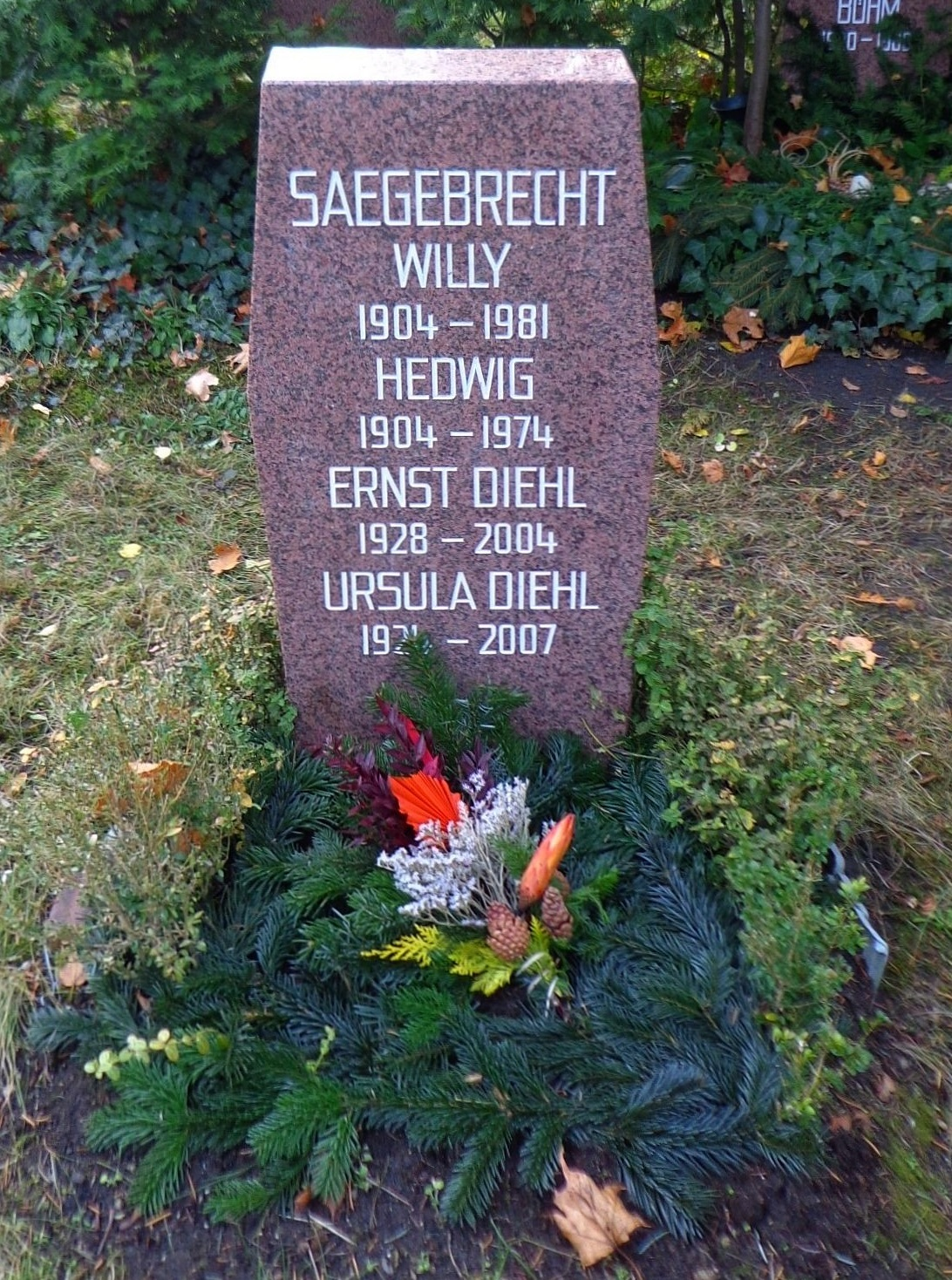
Grabstätte

Diehl wurde in der DDR vielfach ausgezeichnet. Er erhielt den Vaterländischen Verdienstorden in Bronze (1963), Silber (1978) und Gold (1988), den Nationalpreis der DDR, I. Klasse im Kollektiv (1966) und II. Klasse (1978) und das Banner der Arbeit, Stufe I (1974 u. 1987). 1985 verlieh ihm die Humboldt-Universität die Ehrendoktorwürde.
Seine Urne wurde im Grab seines Schwiegervaters Willy Sägebrecht in der Grabanlage Pergolenweg des Berliner Zentralfriedhofs Friedrichsfelde beigesetzt.

## Wirken
Ernst Diehl war einer der einflussreichsten Historiker der DDR. Während sein eigenes Arbeitsgebiet in der Geschichte der deutschen Novemberrevolution und der Entwicklung der KPD lag, deren Rolle als „revolutionäre Kampfpartei“ er betonte, wirkte er vor allem als Leiter von Autoren- und Herausgeberkollektiven, Mitarbeiter und Autor an fast allen DDR-Gesamtdarstellungen zur deutschen Geschichte mit. Dazu gehören der Grundriss der Geschichte der deutschen Arbeiterbewegung (1963), die 1966 erschienene achtbändige Geschichte der deutschen Arbeiterbewegung, die bis 1976 als offizielle und verbindliche Geschichtsbetrachtung galt sowie der „Grundriß“ Klassenkampf, Tradition, Sozialismus zur „Geschichte des deutschen Volkes bis zur Gestaltung der entwickelten sozialistischen Gesellschaft in der DDR“, bei dem er das Herausgeberkollektiv leitete. Bei der auf zwölf Bände angelegten Deutschen Geschichte (1982ff.) zeichnete er als Mitherausgeber. Neben Kurt Hager, Rolf Dlubek und später Johannes Hörnig wird Diehl eine zentrale wissenschaftspolitische Rolle bei der Durchsetzung der marxistisch-leninistischen Doktrin in der Geschichtswissenschaft der DDR beigemessen.

## Veröffentlichungen
- und Lothar Berthold (Hg.): Revolutionäre deutsche Parteiprogramme. Dietz, Berlin 1964.
- als Leiter des Hg.-Kollektivs: Klassenkampf, Tradition, Sozialismus. Von den Anfängen der Geschichte des deutschen Volkes bis zur Gestaltung der entwickelten sozialistischen Gesellschaft in der DDR. Grundriß der deutschen Geschichte. Deutscher Verl. d. Wiss, Berlin 1974.
- (Hg.): Geschichte der Sozialistischen Einheitspartei Deutschlands (Abriß). Dietz Verlag, Berlin 1978.
- (Mithg.): Deutsche Geschichte in zwölf Bänden. Berlin 1982–89.
- (Hg.): 750 Jahre Berlin, 1237 - 1987. Thesen. Dietz Verlag, Berlin 1986, ISBN 3-320-00966-4.
- (Hg.): Geschichte der Sozialistischen Einheitspartei Deutschlands. Dietz Verlag, Berlin 1988, ISBN 3-320-00927-3.